# Јеменска газела
Јеменска газела (лат. Gazella bilkis) је врста сисара из реда папкара (Artiodactyla) и породице шупљорожаца (Bovidae). 

## Угроженост
Ова врста је наведена као изумрла, што значи да нису познати живи примерци.

## Распрострањење
Врста је пре изумирања била присутна у Јемену.

## Станиште
Ранија станишта врсте су укључивала планине и брдовите пределе.